# 超ドSナイト
『超ドSナイト』（ちょうドエスナイト）は静岡放送 SBSテレビで2016年3月28日から平日深夜に放送されていた深夜番組枠レーベル。

## 概要
「静岡の深夜に新しいテレビ番組を」をコンセプトとした日替わりの15分番組をまとめたレーベル。タイトルの「超ドS。」は2016年1月より静岡放送及び静岡新聞で使用しているキャッチフレーズから来ている。
2017年1月、『アイドルBINBIN!GO!』を模様替えし、30分に拡大した『ヨエロスン〜とことんお尋ネ申す』開始で土曜日（金曜深夜）にも新設。
ちなみに、静岡放送の自社制作番組（当枠含む）における「製作著作」クレジットでもこのキャッチフレーズが併記されている。
2017年9月をもって当レーベルの番組は終了した。土曜日（金曜深夜）に放送している『ヨエロスン〜とことんお尋ネ申す』は単独番組へ移行して継続している。

## 放送中の番組
（2018年10月時点）
- 土曜（金曜深夜）：ヨエロスン〜とことんお尋ネ申す（よえろすん〜とことんおたずねもうす、2017年1月21日 - 2019年3月22日）

### 変遷
| 放送期間          | 月曜日       | 火曜日          | 水曜日             | 木曜日        | 土曜日 （金曜深夜）            |
| ----------------- | ------------ | --------------- | ------------------ | ------------- | ------------------------------ |
| 2016.3 - 2016.7   | 紅の観乱車   | ケオラカOh!     | アイドルBINBIN!GO! | JOYののぞき穴 | （放送なし）                   |
| 2016.8 - 2016.11  | 紅の観乱車   | 大人さがし      | アイドルBINBIN!GO! | JOYののぞき穴 | （放送なし）                   |
| 2016.11 - 2016.12 | 紅の観乱車   | 超ドSナイトの夜 | アイドルBINBIN!GO! | JOYののぞき穴 | （放送なし）                   |
| 2017.1 - 2017.9   | 四二◯◯八五五 | 四二◯◯八五五    | 四二◯◯八五五       | 四二◯◯八五五  | ヨエロスン〜とことんお尋ネ申す |
| 2017.10 -         | （放送なし） | （放送なし）    | （放送なし）       | （放送なし）  | ヨエロスン〜とことんお尋ネ申す |

- 月 - 木曜：目指せ!超ドSフェスタしずおか。四二◯◯八五五（めざせ!ちょうどえすふぇすたしずおか。よんにいまるまるはちごうごう、2017年1月9日 - 2017年9月21日）

2017年8月19・20日に開催された「超ドSフェスタしずおか」への出場権を賭けてアイドルたちが自らの限界とアイドルの常識を超えてバトルするオーディション番組。タイトルの『四二〇〇八五五』は、「超ドSフェスタしずおか」の開催場所の駿府城公園の事務所の郵便番号から来ている。
- MC：柴田英嗣（アンタッチャブル）、大槻有沙（SBSアナウンサー）

## 放送時間
表記はすべてJST。
| 期間   | 期間   | 月曜日 - 木曜日        | 土曜日（金曜深夜）  |
| ------ | ------ | ---------------------- | ------------------- |
| 2016.4 | 2017.3 | 23:55 - 翌0:10（15分） | 0:50 - 1:20（30分） |
| 2017.4 | 2017.9 | 23:56 - 翌0:11（15分） | 0:50 - 1:20（30分） |

## テレビドラマ
『超ドSナイトの夜』が、当枠唯一（2019年2月時点）のドラマとして2016年11月8日から同年12月28日（水曜）まで火曜の当枠において放送された。
静岡放送の自社制作深夜枠である「超ドSナイト」（即ち当枠）を物語の舞台としたドラマで、この番組に配属された新人女性ADと先輩ADとの交流を軸に物語は展開した。
2017年10月6日に静岡放送から2枚組DVDが発売された。
ドラマの最新作『怒Sナイトの乱〜やっぱりテレビ関係者は観ないでください〜』の放送が「ヨエロスン 〜とことんお尋ネ申す〜」枠にて2019年2月2日から開始され、2月23日に終了した。